# Alan Gordon Cunningham
Sir Alan Gordon Cunningham, britanski general, politik, * 1. maj 1887, Dublin, Irska, † 30. januar 1983, Royal Tunbridge Wells, Kent, Anglija.

## Življenjepis
Alan Gordon je bil brat admirala Andrew Browne Cunninghama.
Med letoma 1940 in 1941 je zavzel Somalijo in osvobodil večino Etiopije. Od julija do novembra 1941 je bil poveljnik 8. armade, nakar je bil med 1943 in 1944 nameščen na Severnem Irskem.
Po vojni je bil od 1945 do 1948 visoki komisar za Palestino.